# Gai Cassi Longí (assassí de Cèsar)

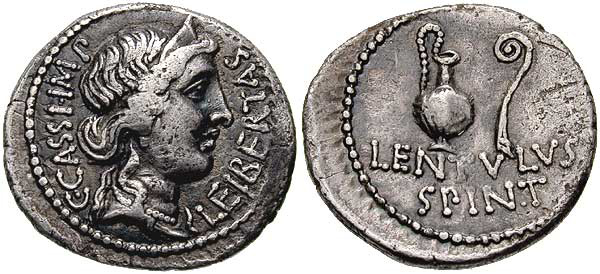
Denari (42 aC) expedit per Cassi Longí i Lèntul Espinter, que representa el cap coronat de Libertas i al revers una gerra de sacrifici i lituus.

Gai Cassi Longí (llatí: Caius Cassius Longinus) va ser un magistrat romà, possible fill de Gai Cassi Longí Var. Seguidor del partit aristocràtic, va ser nomenat qüestor (53 aC), proqüestor (52 aC), tribú de la plebs (49 aC) i pretor peregrí (44 aC). Estava casat amb la Júnia Tèrcia (germanastra del Marc Juni Brut), dona que va viure fins a l'any 22 dC (ja en el regnat de Tiberi). Van deixar un fill, també de nom Gai Cassi Longí.
Molts historiadors l'apunten com el maquinador de l'assassinat de Juli Cèsar. Esperava ser aclamat pel poble romà com a heroi que alliberava la població de la tirania, però va haver de fugir perquè se'l va considerar traïdor. El 42 aC, assetjat a Filipos per Octavi i Marc Antoni, es va suïcidar.

## Primers anys
De petit ja va mostrar el seu disgust pels dèspotes barallant-se amb el fill del dictador Sul·la quan encara estava a l'escola. De jove va anar a l'illa de Rodes per estudiar filosofia amb el mestre Arquelau i aprendre grec.
Es va casar amb Júnia Tèrcia, la filla de Servília Cepionis i, per tant, germanastra del conspirador Marc Juni Brut. Van tenir un fill, que va néixer cap a l'any 60 aC.

## En la guerra contra els parts
El 53 aC va ser qüestor de Cras durant la campanya contra els parts (53 aC) on es va distingir per la seva prudència i habilitat militar. Els seus encertats consells no van ser seguits per Cras. A la batalla de Carrhae dirigia una ala de l'exèrcit romà i va recomanar estendre les línies per evitar un atac enemic als flancs i distribuir la cavalleria cap a les ales, i justament per no seguir aquest consell es va perdre el combat. Després del desastre, Cras va perdre l'esma, i Cassi i el llegat Gai Octavi van haver de conduir les restes de l'exèrcit. Els soldats van demanar a Cassi d'assolir el comandament suprem, però Cassi va refusar. Mort Cras en un incident armat menor per la suposada traïció dels guies, Cassi va tornar a Carres i va arribar a Síria per un altre camí amb 500 cavallers. Després de creuar l'Eufrates es va reunir amb l'exèrcit romà i va preparar la defensa de la província d'un possible atac part.
Els parts van travessar el riu el 52 aC amb una petita força que Cassi va ser capaç de fer fora; llavors tenia, com a proqüestor, el govern de la província, ja que encara no havia estat nomenat un successor. El 51 aC els parts van creuar altre cop el riu amb un fort exèrcit dirigit per Osaces i Pacoros, fill del rei part. Cassi va creure convenient retirar-se cap a Antioquia amb bones defenses, i finalment els parts es van haver de retirar al no poder ocupar aquesta ciutat. En la seva retirada Cassi els va atacar i els va derrotar (setembre del 51 aC), batalla en la qual va morir Osaces (de les ferides, al cap d'uns dies) i després de la qual l'exèrcit part es va desbandar. Quan va arribar el nou governador Marc Calpurni Bíbul ja va trobar la província pacificada però va ser aquest governador qui va rebre l'agraïment del senat. Ciceró, governador de Cilícia, també va intentar restar mèrits a la victòria de Cassi.
El 50 aC era a Roma i s'esperava que seria acusat d'extorsió, però les tensions de la guerra civil a punt d'esclatar (entre Pompeu i Juli Cèsar) ho van impedir.

## En la guerra civil
El 49 aC va ser nomenat tribú de la plebs amb el suport del partit aristocràtic posant-se al bàndol de Pompeu mentre que el seu germà Luci es posava al bàndol de Juli Cèsar. Tot seguit va abandonar Itàlia amb els altres membres del partit cap a Grècia, seguint a Pompeu (gener/març). Se li va donar el comandament de la flota a Síria, Fenícia i Cilícia. El 48 aC va tornar amb els vaixells a Itàlia on, al port de Messana, va enfonsar 25 vaixells comandats per Marc Pomponi, fidel a Cèsar, i després 5 vaixells de l'esquadró de Sulpici i Libó. Encara estava a la zona quan va rebre notícies de la batalla de Farsàlia i es va retirar.
Va ancorar a l'Hel·lespont i esperava poder convèncer el rei del Pont, Farnaces II, d'unir-se als pompeians; just en aquest moment va arribar la flota de Cèsar dirigida pel mateix Juli, i el va agafar per sorpresa, i tot i que les seves forces eren superiors, no va fer cap intent de resistir i es va rendir. Cèsar el va perdonar i encara el va fer un dels seus llegats.
No se sap si va prendre part a l'anomenada guerra alexandrina.
El 46 aC era a Roma, ja que no volia anar a Àfrica a combatre contra els seus antic amics, i es va dedicar a estudiar amb Ciceró. El 45 aC es va retirar a Brundusium esperant el resultat de la lluita a Hispània, per tornar a Roma quan s'anunciés la victòria del dictador. Tot i així Cassi mai va deixar de ser enemic secret de Cèsar.

## La conspiració contra Cèsar

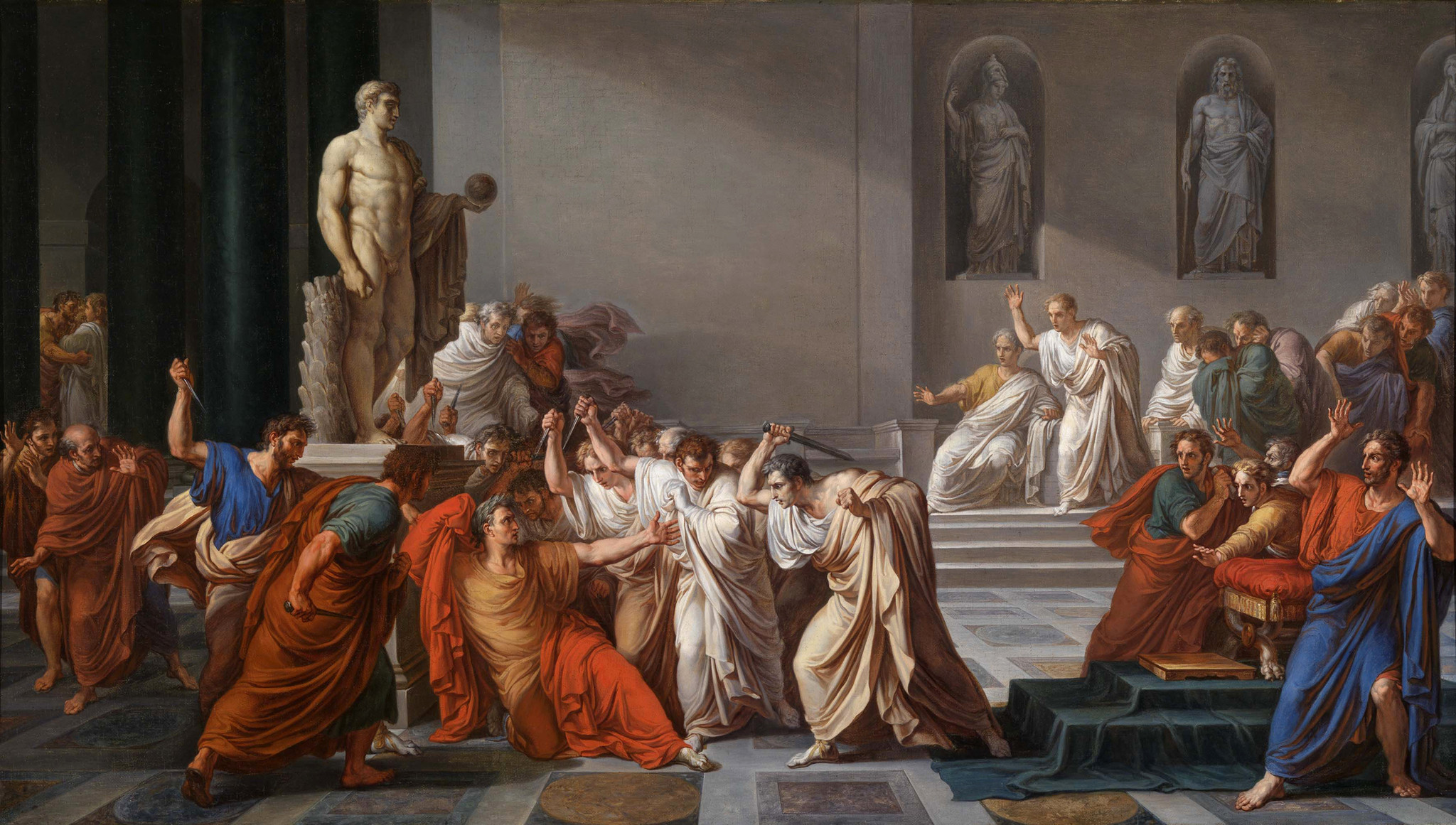
Pintura de Vincenzo Camuccini representant l'assassinat de Juli Cèsar. Cassi va ser el primer en atrevir-se a clavar el punyal de cara i no per l'esquena, com van fer altres senadors.

El 44 aC va ser pretor peregrí i va rebre la província de Síria pel 43 aC. Va ser l'autor de la conspiració que va acabar amb l'assassinat de Juli Cèsar. Sembla que la lluita per la llibertat i la salut de l'estat eren els pretexts i que el que comptava era l'ambició personal. Ell va convèncer a Marc Juni Brut d'entrar a la conspiració.
El 15 de març del 44 aC va participar activament i sembla que el seu cop va ferir a Cèsar al pit, i va estimular als conspiradors que dubtaven. Segons alguns relats, Cassi desitjava haver matat a Marc Antoni al mateix tems que a Cèsar, però Brut el va dissuadir. Els conspiradors van fugir llavors i es van tancar a la ciutadella del turó Capitoli, mentre el poder suprem va caure en mans de Marc Antoni que tenia el suport de l'exèrcit de Lèpid estacionat prop de la ciutat. Un acord transaccional es va fer entre Marc Antoni i els conspiradors pel qual aquests van poder abandonar el Capitoli, però al funeral de Cèsar hi va haver aldarulls que van demostrar que no podien estar-se tranquils a Roma i molts van abandonar la ciutat. Malgrat tot, Cassi i Brut hi van restar, fins que els intents de l'anomenat pseudo-Mari van acabar amb la seva execució i llavors també van sortir de la ciutat (abril) cap al Laci i Campània.

## Intent de reconciliació amb el poble romà
El senat, que no volia reconèixer que havien sortit de la ciutat (ja que com a pretors, un urbà i un peregrí, hi podien restar) va emetre un decret el 5 de juny pel qual se'ls encomanava anar a comprar gra a Sicília i Àsia. Cassi ho va interpretar com un insult més que com un favor. Al mateix temps van rebre Cirene i Creta com a províncies pretorianes, en compensació per les províncies de Síria (que Cèsar havia garantit a Cassi) i Macedònia (que Cèsar havia promès a Brut) que havien estat adjudicades a Dolabel·la i Marc Antoni.
En un intent per recuperar el favor del poble, Brut va celebrar els ludi Apollinares amb gran esplendor (juliol) i com que la cosa no va tenir l'èxit esperat, va abandonar Itàlia. Cassi i Brut van publicar un decret pel qual dimitien del seu càrrec de pretors i marxaven al desterrament per preservar l'harmonia de l'estat. No van anar a les províncies assignades sinó que Brut va anar a Macedònia i Cassi a Síria.

## Persecució a Àsia
A Àsia, Cassi va rebre el suport del procònsol Gai Treboni i el qüestor Publi Corneli Lèntul Espinter i va poder anar a Síria, on gaudia de gran reputació, i on va recollir un exèrcit considerable abans de l'arribada de Dolabel·la, i a més va rebre el suport de Quint Cecili Bas el pompeià i diversos generals, i quatre legions dirigides per Aule Al·liè, llegat de Dolabel·la, estacionades a Judea (43 aC); així disposava de dotze legions (a més de les tropes que ell mateix havia portat) i es podia enfrontar amb Dolabel·la.
Mentrestant el senat havia trencat amb Marc Antoni i va confirmar el nomenament de Cassi per la província de Síria, encarregant-li la guerra contra Dolabel·la. Aquest va matar Gai Treboni a Esmirna i va entrar a Síria l'abril del 43 aC. Va ser refusat davant Antioquia, però va poder ocupar Laodicea. Cassi no va tardar a recuperar la ciutat i Dolabel·la, abans de caure en mans dels seus enemics, va ordenar als soldats que el matessin. Els habitants de Laodicea i Tars, que s'havien sotmès a Dolabel·la, van haver de comprar el perdó amb contribucions monetàries força elevades.
Cassi es preparava per marxar contra Cleòpatra VII a Egipte però Brut va demanar ajut (octubre del 43 aC) perquè els triumvirs s'havien unit contra ell. Cassi va deixar al seu nebot Luci Cassi Longí com a governador a Síria amb una legió i amb la resta de les forces va anar a ajudar a Brut. Els dos homes es van trobar a Esmirna. Brut volia marxar a Macedònia i Cassi era partidari de reforçar Àsia amb el seu exèrcit i la flota, i reunir recursos mitjançant el saqueig. Aquesta segona opció va ser la que van adoptar i l'illa de Rodes, que havia donat suport a Dolabel·la, va ser atacada i conquerida i van executar els seus habitants principals. Va reunir un botí valorat en 8.500 talents. A això va seguir la imposició d'un fort tribut a la província d'Àsia per part de Cassi i el saqueig de les ciutats de Lícia per part de Brut.
Al començament del 42 aC Brut i Cassi es van trobar a Sardes i els soldats els van aclamar com a imperators. Tenien diferències de criteri i segurament haurien trencat la seva aliança, però la situació els obligava a continuar units. Van creuar l'Hel·lespont, van entrar a Tràcia i finalment van arribar a Filipos a Macedònia, on va aparèixer Marc Antoni amb el seu exèrcit i deu dies després Octavi (August). Cassi i Brut van decidir evitar la batalla i minar als enemics per la manca de provisions, però les maniobres de Marc Antoni van imposar un enfrontament general. L'ala esquerra dirigida per Brut va derrotar les forces d'Octavi i va prendre el seu camp; però l'altra ala, dirigida per Marc Antoni, va derrotar les forces de Cassi i també va ocupar el seu camp. Cassi, suposant que tot estava perdut i desconeixent l'èxit de Brut, va suïcidar-se. Brut va enterrar al seu company al qui va anomenar «el darrer dels romans», i el va portar a Tasos.